# Tipula pokornyi
Tipula pokornyi är en tvåvingeart som beskrevs av Mannheims 1968. Tipula pokornyi ingår i släktet Tipula och familjen storharkrankar. Inga underarter finns listade i Catalogue of Life.